# 斜里岳道立自然公園

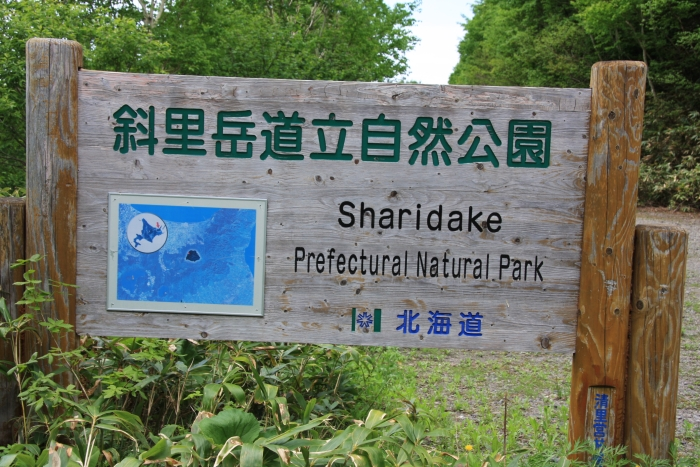
斜里岳道立自然公園の標識

斜里岳道立自然公園（しゃりだけどうりつしぜんこうえん）は、北海道斜里郡斜里町・清里町、標津郡標津町にある自然公園（都道府県立自然公園）。道立自然公園の中では最も新しい公園になっている。斜里岳 (1,547 m)は千島火山帯に属し、知床連山と阿寒・摩周火山群を繋ぐ位置にある。

## 自然
斜里岳にはアカゲラ、コゲラ、シジュウカラ、ゴジュウカラ、アオジなどの森林性の野鳥、ウソ、ノゴマ、カヤクグリ、ホシガラスなどの高山性の野鳥を見ることができ、ヒグマやエゾシカ、シマリス、キタキツネなどの動物が生息している。植生は山麓部にミズナラ、ハリギリ、トドマツなどの落葉広葉樹林・混交林が広がっており、登山道沿いにイワブクロ、キクバクワガタサマニヨモギ、タカネナナカマド、チングルマ、チシマノキンバイソウ、ハクサンチドリなどの高山植物が生育している。特徴的な植物としてフタマタタンポポ、エゾルリソウ、ミヤマアズマギク、タカネシオガマなどが隔離分布している。

## 景勝地
- 仙人洞
- 熊見峠
- 龍神の池

## 登山道
清里コースの登山道口に山小屋「清岳荘」がある。
- 清里コース
  - 新道（尾根）コース
  - 旧道（沢）コース
- 斜里コース（豊里コース）